# Кубок Роберто Гомеса Педрозы
Кубок Роберто Гомеса Педрозы (порт. Taça Roberto Gomes Pedrosa), также известный как Турнир Роберто Гомеса Педрозы (порт. Torneio Roberto Gomes Pedrosa), Серебряный кубок (порт. Taça de Prata) и Робертан (порт. Robertão) — национальный бразильский футбольный турнир, проходивший с 1967 по 1970 год. Турнир образовался в результате расширения турнира Рио-Сан-Паулу и считается предшественником современного чемпионата Бразилии.
Первыми организаторами были федерации футбола штатов Сан-Паулу и Рио-де-Жанейро. Однако с 1968 года руководство соревнованием приняла Конфедерация бразильского спорта. Турнир получил имя в честь бразильского вратаря Роберто Педрозы, который умер будучи действующим президентом Федерации футбола Паулисты в 1954 году.

## История
Турнир был создан в 1967 году, когда федерации футбола Сан-Паулу и Рио-де-Жанейро приняли решение расширить состав участников турнира Рио-Сан-Паулу. В первом розыгрыше принимали участие клубы «Палмейрас», «Коринтианс», «Сантос», «Сан-Паулу», «Португеза», «Фламенго», «Флуминенсе», «Васко да Гама», «Ботафого», «Бангу», «Интернасьонал», «Гремио», «Атлетико Минейро», «Крузейро» и «Ферровиарио» (Куритиба).
В 1968 году к ним добавились «Баия», «Наутико» и «Атлетико Паранаэнсе». В 1969 году «Америка» заменила «Бангу» в качестве пятого представителя Рио-де-Жанейро, а Парана и Пернамбуку были представлены чемпионами штатов — «Коритибой» и «Санта-Крузом».

## Чемпионы
| Год  | Чемпион    | Второе место  | Третье место     | Четвёртое место | Лучший бомбардир                           | Голы |
| ---- | ---------- | ------------- | ---------------- | --------------- | ------------------------------------------ | ---- |
| 1967 | Палмейрас  | Интернасьонал | Коринтианс       | Гремио          | Адемар (Фламенго) Сезар Малуко (Палмейрас) | 15   |
| 1968 | Сантос     | Интернасьонал | Васко да Гама    | Палмейрас       | Тониньо Геррейро (Сантос)                  | 18   |
| 1969 | Палмейрас  | Крузейро      | Коринтианс       | Ботафого        | Эду (Америка)                              | 14   |
| 1970 | Флуминенсе | Палмейрас     | Атлетико Минейро | Крузейро        | Тостао (Крузейро)                          | 12   |